# Ivan Jazbinšek
Ivan Jazbinšek (Zagabria, 9 agosto 1914 – Zagabria, 28 giugno 1996) è stato un calciatore jugoslavo, croato tra il 1940 ed il 1944 e di nuovo a partire dal 1991, di ruolo difensore.

## Carriera

### Nazionale
Il suo debutto con la nazionale jugoslava risale al 3 aprile 1938 nella partita contro la Polonia giocata a Belgrado valida per la qualificazione al mondiale. La sua ultima partita con la nazionale risale al 28 agosto 1941 contro l'Ungheria sempre a Belgrado.
Indossò la maglia della nazionale per un totale di sette partite.

## Palmarès

### Giocatore

#### Club
- Campionato jugoslavo: 4

BSK Belgrado: 1935
Građanski Zagabria: 1937, 1940
Dinamo Zagabria: 1948
- Campionato croato: 2

Građanski Zagabria: 1941, 1943
- Hrvatski nogometni kup: 1

Građanski Zagabria: 1941

#### Nazionale
- Argento olimpico: 1

Londra 1948

### Allenatore
- Campionato jugoslavo: 1

Dinamo Zagabria: 1954
- Kup Maršala Tita: 3

Dinamo Zagabria: 1959-1960, 1962-1963, 1964-1965